# Miss Belgique 2021
 (janvier 2023).
Miss Belgique 2021, 88e élection de Miss Belgique, se déroule le 31 mars 2021 à La Panne.
Le concours est présenté par Virginie Claes, Miss Belgique 2006 et Jill Vandermeulen, animatrice sur RTL TVI. Il est diffusé sur RTL Play en Wallonie et sur FOX en Flandre.
La gagnante, Kedist Deltour, succède à Céline Van Ouytsel, Miss Belgique 2020.

## Classement final
| Titre              | Candidates                                   |
| ------------------ | -------------------------------------------- |
| Miss Belgique 2021 | - Anvers - Kedist Deltour                    |
| 1re dauphine       | - Brabant flamand - Thanareee Scheerlinck    |
| 2e dauphine        | - Flandre occidentale - Louise-Marie Losfeld |
| 3e dauphine        | - Hainaut - Élodie Gualano                   |
| 4e dauphine        | - Brabant flamand - Cassandra Tordeur        |
| 5e dauphine        | - Liège - Camilia Martinez                   |

## Candidates
| Titre régional                 | Nom                   | Âge    | Domicile   | N° | Élue le     |
| ------------------------------ | --------------------- | ------ | ---------- | -- | ----------- |
| 1re dauphine de Miss Bruxelles | Dounia Allali         | 20 ans | Anderlecht | 33 | 2020 à [[]] |
| Miss Bruxelles                 | Melissa Crescibene    | 21 ans | Forest     | 31 | 2020 à [[]] |
| Miss Hainaut                   | Élodie Gualano        | 18 ans | Neufmaison | 23 | 2020 à [[]] |
| Miss Flandre occidentale       | Louise-Marie Losfeld  | 18 ans | Ostende    | 22 | 2020 à [[]] |
| Miss Brabant flamand           | Thanareee Scheerlinck | 24 ans | Wemmel     | 5  | 2020 à [[]] |

## Observations